# Gweith Gwen Ystrat
Gweith Gwen Ystrat (en inglés: The Battle of Gwen Ystrad ), es un poema heroico tardío de los antiguos galeses o galeses medios que se encuentra únicamente en el Libro de Taliesin, donde forma parte del Canu Taliesin, una serie de poemas atribuidos a la corte poética del  siglo sexto de Rheged, Taliesin. Puesto en boca de un testigo presencial en primera persona, el poema glorifica una victoria de Urien, príncipe de Rheged, en la que dirigió su banda de guerra en defensa contra una gran cantidad de invasores en un sitio llamado Llech Gwen en Gwen Ystrad (valle de Gwen). Se dice que los intensos y prolongados combates tuvieron lugar desde el amanecer a la entrada de un vado. Sir Ifor Williams sugiere que el nombre personal Gwên puede estar detrás de los formularios Llech Gwen y posiblemente Gwen Ystrad, pero el sitio no puede ser identificado.
Los campeones de Urien se describen como los "hombres de Catraeth" (línea 1), un lugar a menudo equiparado con Catterick (North Yorkshire), y las fuerzas enemigas como los "hombres de Gran Bretaña" (gwyr Prydein, línea 6), que han entrado en gran número para atacar la tierra. Sir John Morris-Jones y John T. Koch prefieren cambiar a Prydein por Prydyn "la tierra de los Pictos". Ifor Williams ofrece algo de apoyo para su identificación como Pictos, señalando que los adversarios son vistos como jinetes, a juzgar por la alusión al rawn eu kaffon "crines de sus caballos" (línea 22). Esta descripción encajaría con los Pictos, pero descarta a los sajones, que lucharon a pie. Sin embargo, la enmienda no es universalmente aceptada.
En el comentario a su edición del poema Y Gododdin, Koch argumenta que el poema Gwen Ystrad ofrece una pista vital para comprender la Batalla de Catraet del siglo VI retratada en Y Gododdin, en la que se dice que los Gododdin sufrieron una catastrófica derrota. Koch rompe con la visión desde hace mucho tiempo de que el desastre en Catraeth fue una batalla contra los ángulos de Deira y Bernicia y señala la participación de guerreros de Rheged. Iguala las dos batallas de los poemas, sugiriendo que ambos se refieren a un conflicto entre la dinastía de Urien, es decir, el Coeling o los descendientes de Coel Hen, y el Gododdin, que en Gweith Gwen Ystrat, como en Y Gododdin, se muestran asistidos por las tropas Pictish (ver arriba) pero no se nombran de otra manera. El poema de Gwen Ystrad presentaría una visión de vencedor del mismo evento.
Sin embargo, la interpretación de Koch del poema ha sido cuestionada en varios aspectos. Se basa en una fecha temprana para Gweith Gwen Ystrat, clasificando su idioma como lo que él llama 'Neo-Brittonic arcaico', una forma de galés antiguo hablado en el siglo VI, que él considera como el idioma en el que se compuso originalmente Y Gododdin. Sin embargo, al reeditar el poema, Graham Isaac argumenta en contra de los métodos y conclusiones de Koch y sugiere en cambio que Gweith Gwen Ystrat podría haber sido compuesta en el siglo XI o más tarde. Además, los Gododdin no se mencionan en el poema y la presunta presencia de Picts depende de una modificación innecesaria de una palabra que tiene sentido por derecho propio. En respuesta a la percepción de Koch de la era heroica del siglo VI como un medio posible pero distante para la producción de literatura, Isaac dice que una '''era heroica' no puede producir literatura, porque una 'era heroica' se produce a través de la literatura".